# Tadeusz Sytek
Tadeusz Sytek (ur. 6 kwietnia 1946 w Biskupinie) – polski rolnik i polityk, poseł na Sejm X, I i II kadencji.

## Życiorys
Ukończył w 1970 studia na Akademii Rolniczej w Poznaniu, uzyskując tytuł zawodowy magistra inżyniera rolnictwa, następnie pracował jako zootechnik w stacjach hodowli roślin. W 1989 uzyskał mandat posła na Sejm kontraktowy. Został wybrany w okręgu ostrowieckim z puli Zjednoczonego Stronnictwa Ludowego. Przystępował następnie do Polskiego Stronnictwa Ludowego „Odrodzenie” i Polskiego Stronnictwa Ludowego. W 1991 i 1993 zostawał posłem z listy PSL w okręgach kaliskich: nr 15 i nr 14. W 1997 bezskutecznie ubiegał się o reelekcję.
Pełnił funkcję prezesa Rolniczej Spółdzielni Produkcyjnej „Kotlin” i Przedsiębiorstwa Produkcyjno-Handlowego „Interkotlin”. W 2003 prokurator prokuratury okręgowej w Kaliszu przedstawił mu zarzut działania na szkodę kierowanych przez niego firm. Przebywał w areszcie kilka tygodni. W 2005 został zatrzymany przez funkcjonariuszy kaliskiego wydziału Centralnego Biura Śledczego pod zarzutem prania brudnych pieniędzy. W 2008 został skazany przez Sąd Okręgowy w Kaliszu na karę dwóch lat pozbawienia wolności z warunkowym zawieszeniem jej wykonania za narażenie kierowanych przez niego dwóch firm na szkodę w wielkich rozmiarach.
Był posłem, do którego w sierpniu 1997 marszałek Sejmu Józef Zych przy włączonym mikrofonie wypowiedział słowa „Co ty mi tu k... przynosisz?”.

## Odznaczenia
W 1984 odznaczony Srebrnym Krzyżem Zasługi. W 1999 otrzymał Krzyż Oficerski Orderu Odrodzenia Polski.